# Pseudomoera gabrieli
Pseudomoera gabrieli is een vlokreeftensoort uit de familie van de Pontogeneiidae. De wetenschappelijke naam van de soort is voor het eerst geldig gepubliceerd in 1901 door Sayce.